# Cape Egmont
Das Cape Egmont ist ein Kap im South Taranaki District, der Region Taranaki auf der Nordinsel von Neuseeland.

## Geographie
Das Kap befindet sich rund 35 km südwestlich von New Plymouth und 27 km westlich des Gipfels des Mount Taranaki. Zu erreichen ist das Kap von dem New Zealand State Highway 45 aus über die knapp 5 km lange Cape Road, die auch direkt zu dem Cape Egmont Lighthouse führt.

## Cape Egmont Lighthouse
Das Cape Egmont Lighthouse befindet sich am Kap 230 m landeinwärts. Der Leuchtturm wurde ursprünglich 1865 auf Mana Island, 6 km nordwestlich von Porirua errichtet, 1877 aber dort abgebaut und auf Cape Egmont wieder aufgebaut. Seit dieser Zeit verrichtet der Leuchtturm dort seinen Dienst, seit 1986 vollautomatisch.

## Cape Egmont Fault (Zone)
Rund um den Mount Taranaki befinden sich zahlreiche Verwerfungen. Die Cape Egmont Fault (CEF) ist eine davon und erstreckt sich rund 10 km südwestlich des Kaps über rund 53 km in südwestlich Richtung entlang des Maui-Ölfeldes im Taranaki Basin. Die Verwerfung zählt dabei zu der Cape Egmont Fault Zone (CEFZ), einem größeren zusammenhängenden Gebiet von Verwerfungen, das sich in etwa mit der Ausdehnung des Taranaki Basin deckt und sich vor Cape Egmont in Nord-Süd-Richtung erstreckt.